# 加藤政貞
加藤 政貞（かとう まささだ）は、戦国時代から安土桃山時代にかけての武将。尼子氏の家臣。

## 生涯
尼子清久の子として誕生。父・清久の業績は不明だが、政貞が尼子姓でなく加藤姓を名乗っていることを見ると、祖父・塩冶興久が尼子氏に反乱を起こしたこともあり尼子一門としては苦しい立場にあったと思われる。
永禄9年（1566年）、主君・尼子義久が毛利氏に降伏すると、これに従ったと思われる。しかし、永禄12年（1569年）に尼子勝久を筆頭とする尼子再興軍が出雲国へと侵入した際にはこれに呼応して参加している。元亀元年（1570年）、布部山の戦いで再興軍が敗退すると、政貞は再興軍の勢いを取り戻すべく再興軍側の高瀬城救援や末次城攻めに参加したが敗れ再興軍は出雲から敗走した。
天正5年（1577年）、織田信長の配下羽柴秀吉に従い播磨国上月城の尼子再興軍に加わり籠城する（上月城の戦い）。天正6年（1578年）、毛利氏の大軍に包囲され、勝久や他尼子一門と共に自害して果てた。
現在も上月城には政貞含む尼子再興軍の供養塔が残っている。